# Isolde Nickel
Isolde Nickel ist eine ehemalige deutsche Fußballspielerin.

## Karriere
Nickel gehörte dem TuS Wörrstadt als Abwehrspielerin an, für den sie am 8. September 1974 im Mainzer Bruchwegstadion das erste Finale um die Deutsche Meisterschaft ab der 31. Minute mit Einwechslung für Birgit Mayer bestritt. Die vom Bonner Schiedsrichter Walter Eschweiler geleitete Begegnung mit dem DJK Eintracht Erle wurde mit 4:0 gewonnen.

## Erfolge
- Deutscher Meister 1974